# Grande Avison
Pour les articles homonymes, voir Avison.
La Grande Avison, ou mont Avison, est un mont situé à Bruyères, dans le département français des Vosges. Culminant à 593 mètres d’altitude, il est occupé à la période gallo-romaine et plus précisément à la fin des IIIe et IVe siècles de notre ère.

## Géographie
L'Arentèle y prend sa source en flanc nord.

## Fouilles archéologiques

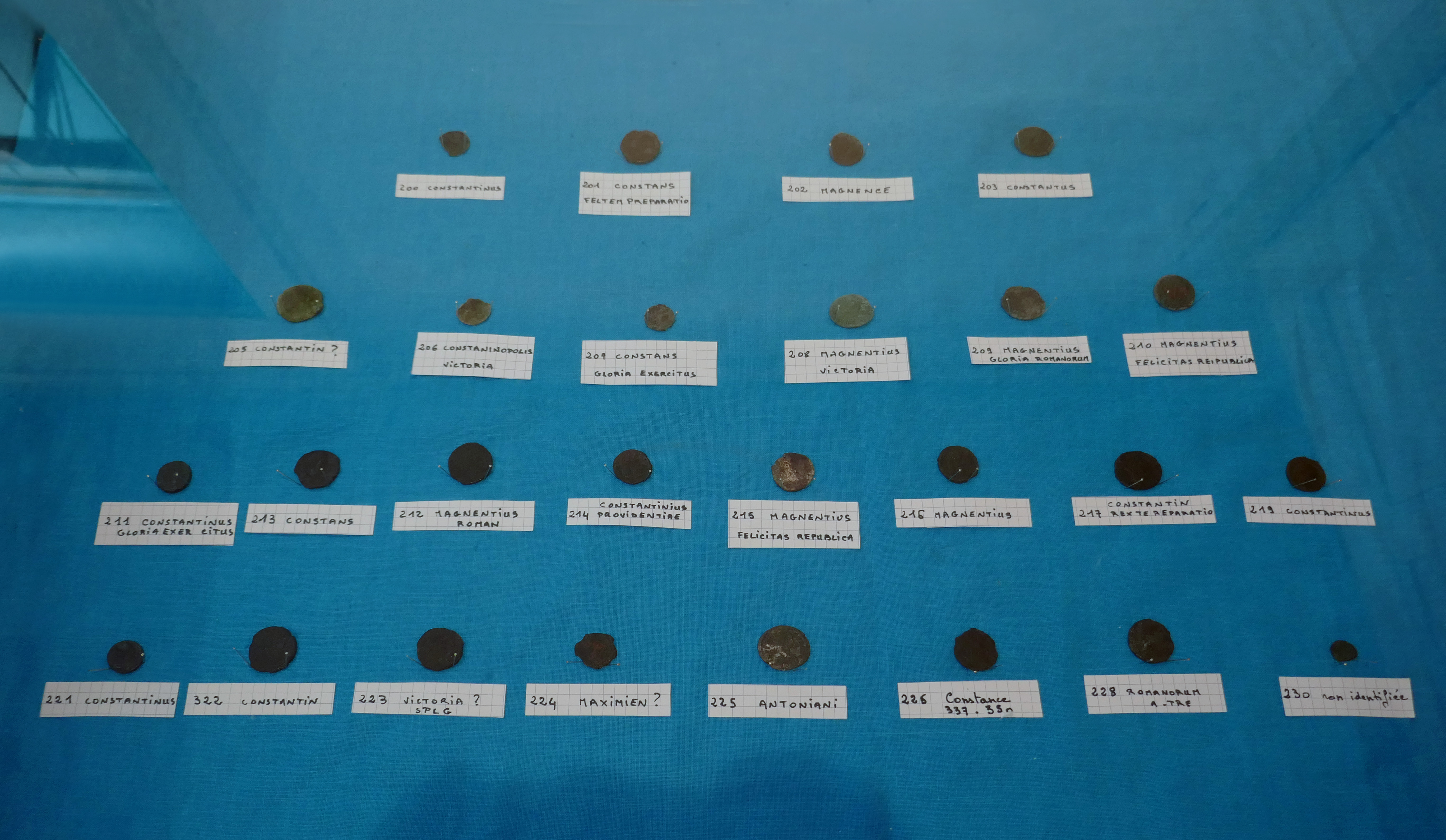
Monnaies trouvées lors des fouilles de 1967-1968.

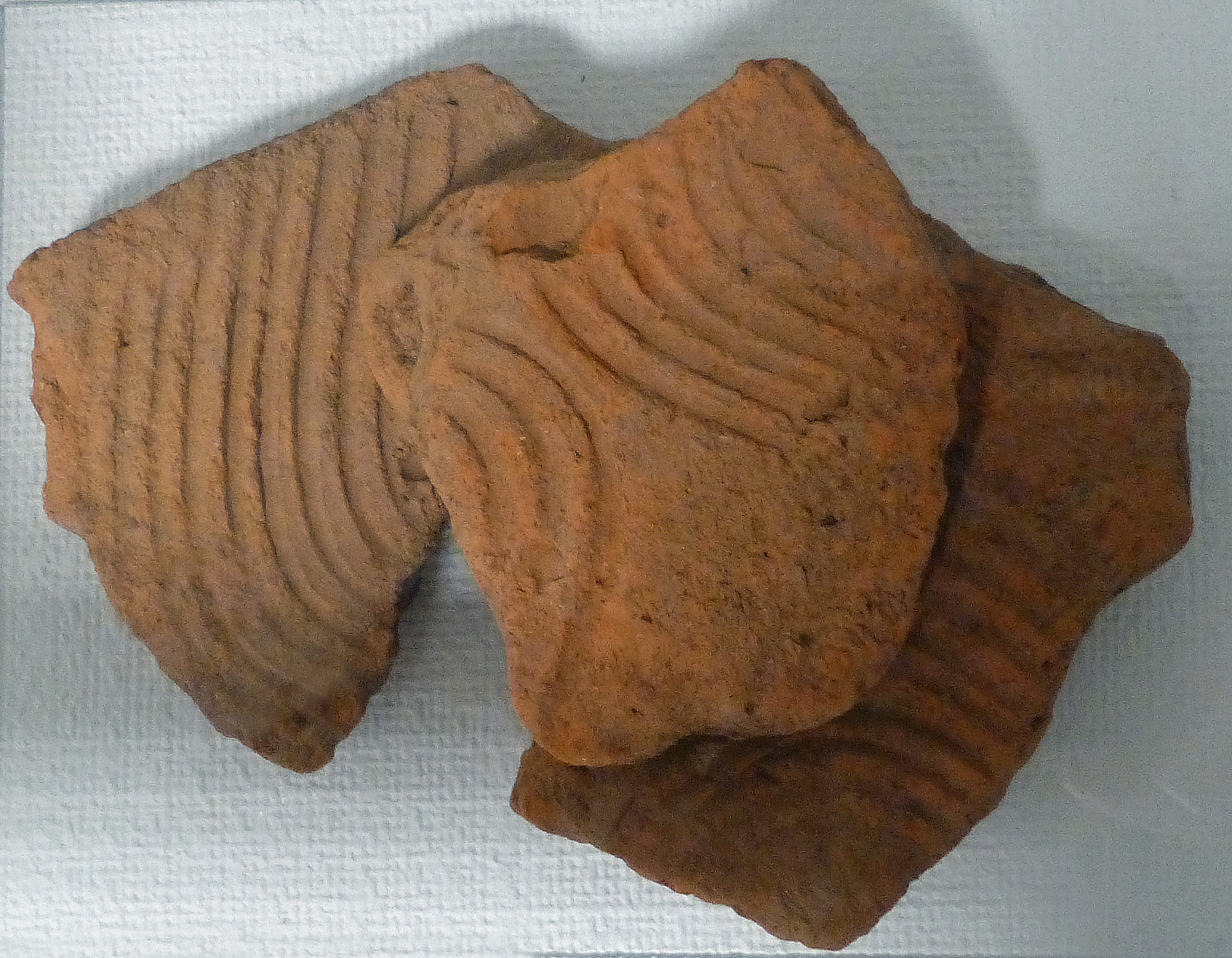
Brique peignée en terre cuite,.

Le site est fouillé par quelques érudits au XIXe siècle, mais de véritables investigations ont lieu en 1967 et 1968, sous la forme de sondages. Plusieurs dizaines de monnaies romaines, des tessons de céramique appartenant à une quarantaine de vases, ainsi que des substructions rudimentaires ont été découverts. Certains récipients céramiques ont été remontés, comme des jattes par exemple. D'autres formes céramiques existent, comme le mortier, la faisselle ou encore le pot globulaire.
Tout le mobilier céramique a été déposé au musée Pierre-Noël de Saint-Dié-des-Vosges.
Le musée départemental d'art ancien et contemporain d'Épinal détient plusieurs bas-reliefs trouvés à proximité de la fontaine de la Parose. Selon les descriptions de Félix Voulot, l'une des pièces, issue du couronnement d'un monument, est constituée du fragment d'un fronton orné d'une tête de face sculptée dans le tympan, barbe et longs cheveux bouclés. Au-dessous, dans une niche, apparaît une tête jeune dont le cou porte un torque. On aperçoit un carquois derrière l'épaule droite couverte d'un manteau tenu à l'aide d'une fibule. Le second fragment de monument, de grès bigarré, est une stèle sur laquelle est sculptée une femme debout, vue de face, vêtue d'une tunique talaire, tenant dans sa main droite une patère ou un gobelet qu'elle semble vouloir porter à ses lèvres. Le troisième, en grès rouge, représente une femme vue de face, dont la tête manque. Elle est également vêtue d'une tunique talaire, recouverte d'un péplum, et fait des libations sur un autel placé à sa droite.
Ce site de hauteur est à mettre en relation avec les nombreux sites de hauteur fortifiés du secteur.

## Le mirador
Le sommet est surmonté d'un mirador, ou « tour de l'Avison », d'une hauteur de quinze mètres à l'origine. Construit en 1900, il fut partiellement détruit lors des bombardements d'octobre 1944, puis réparé en 1957 sous la municipalité de René Drahon. La table d'orientation en bronze, offerte par le Club alpin en septembre 1898, avait longtemps été portée disparue, mais, conservée en lieu sûr par un habitant de la ville, elle a retrouvé sa place sur la plateforme à la Libération.

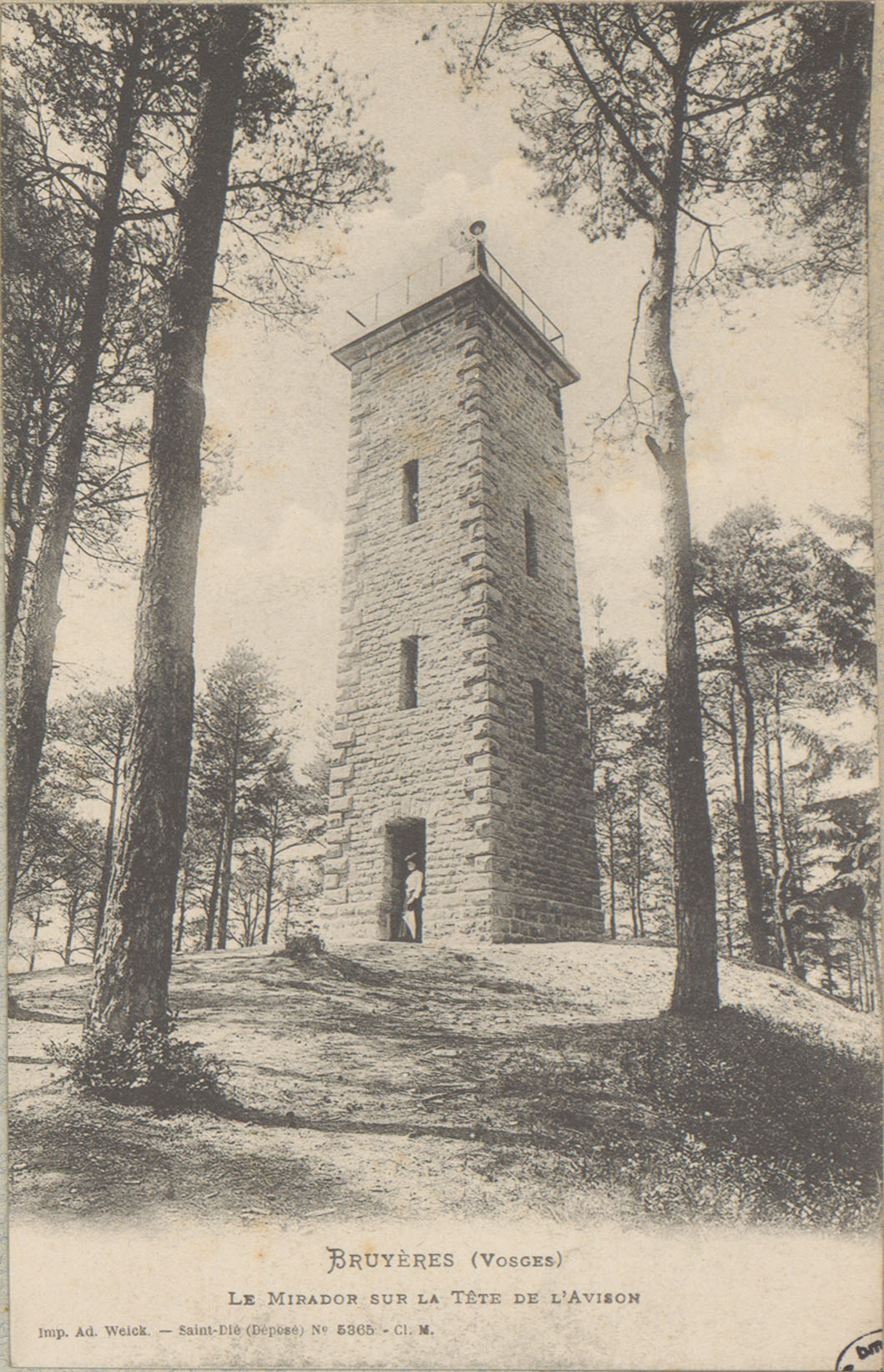
Ancien mirador.
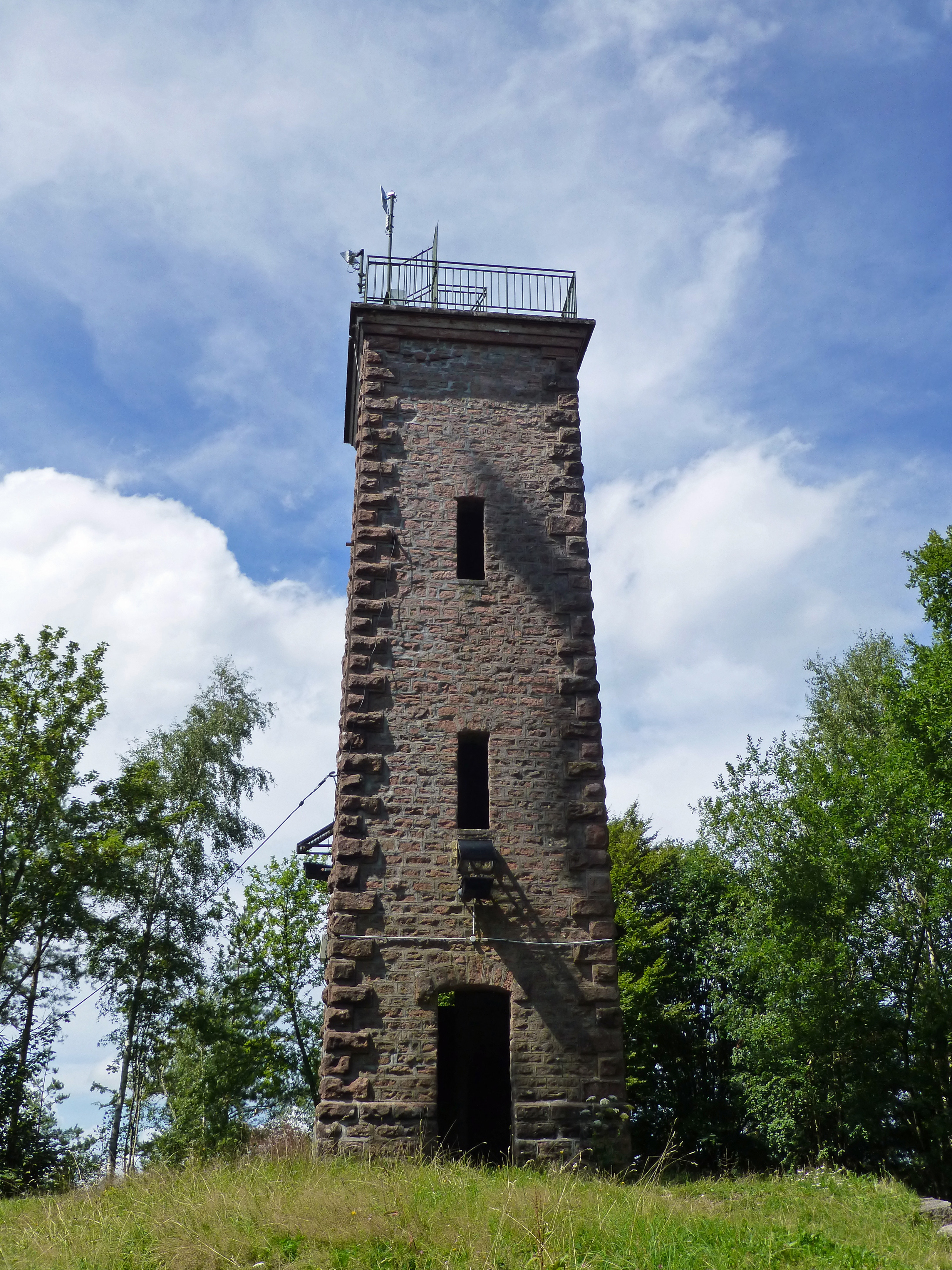
Mirador en 2014.
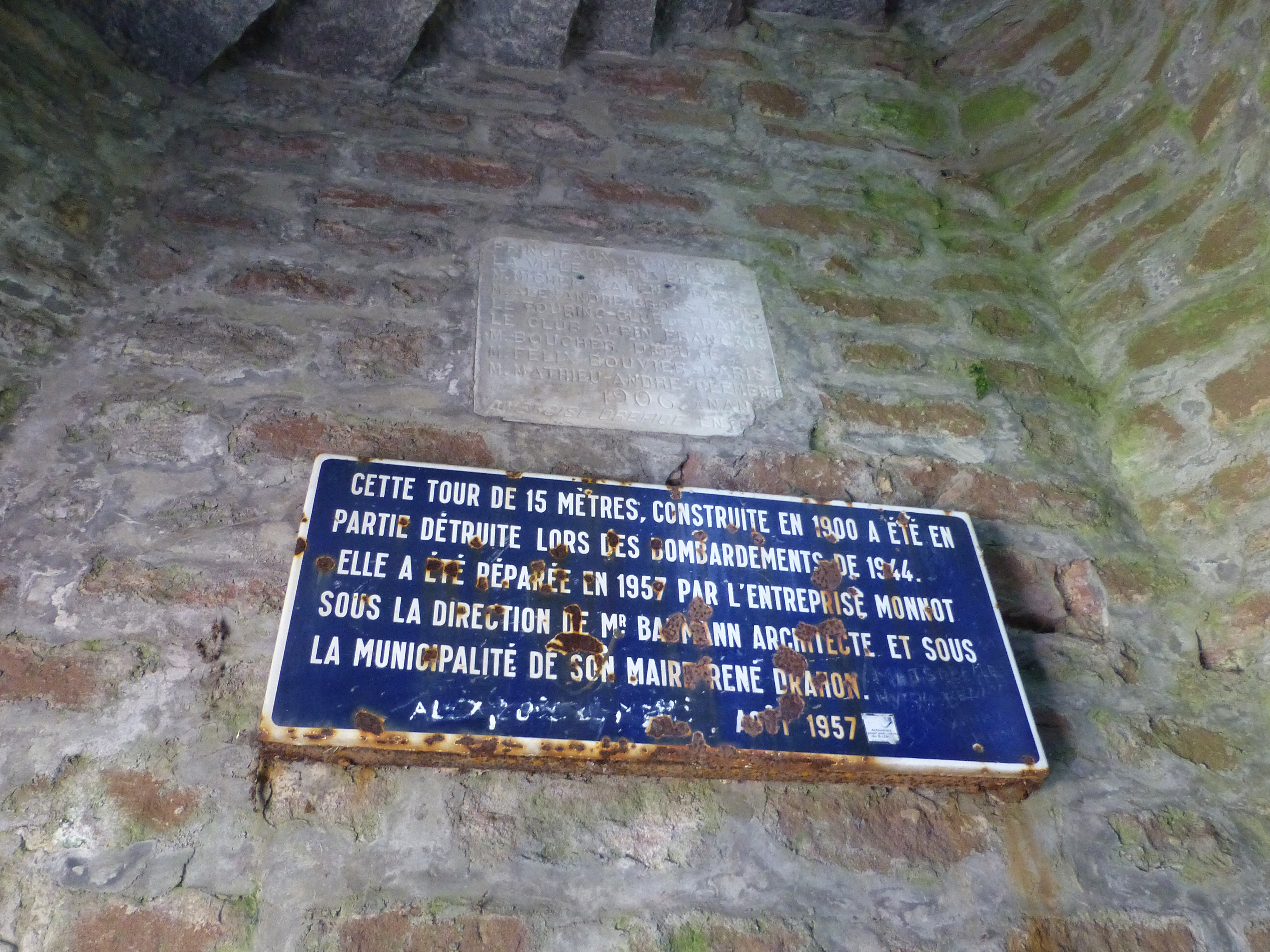
Plaques commémoratives.
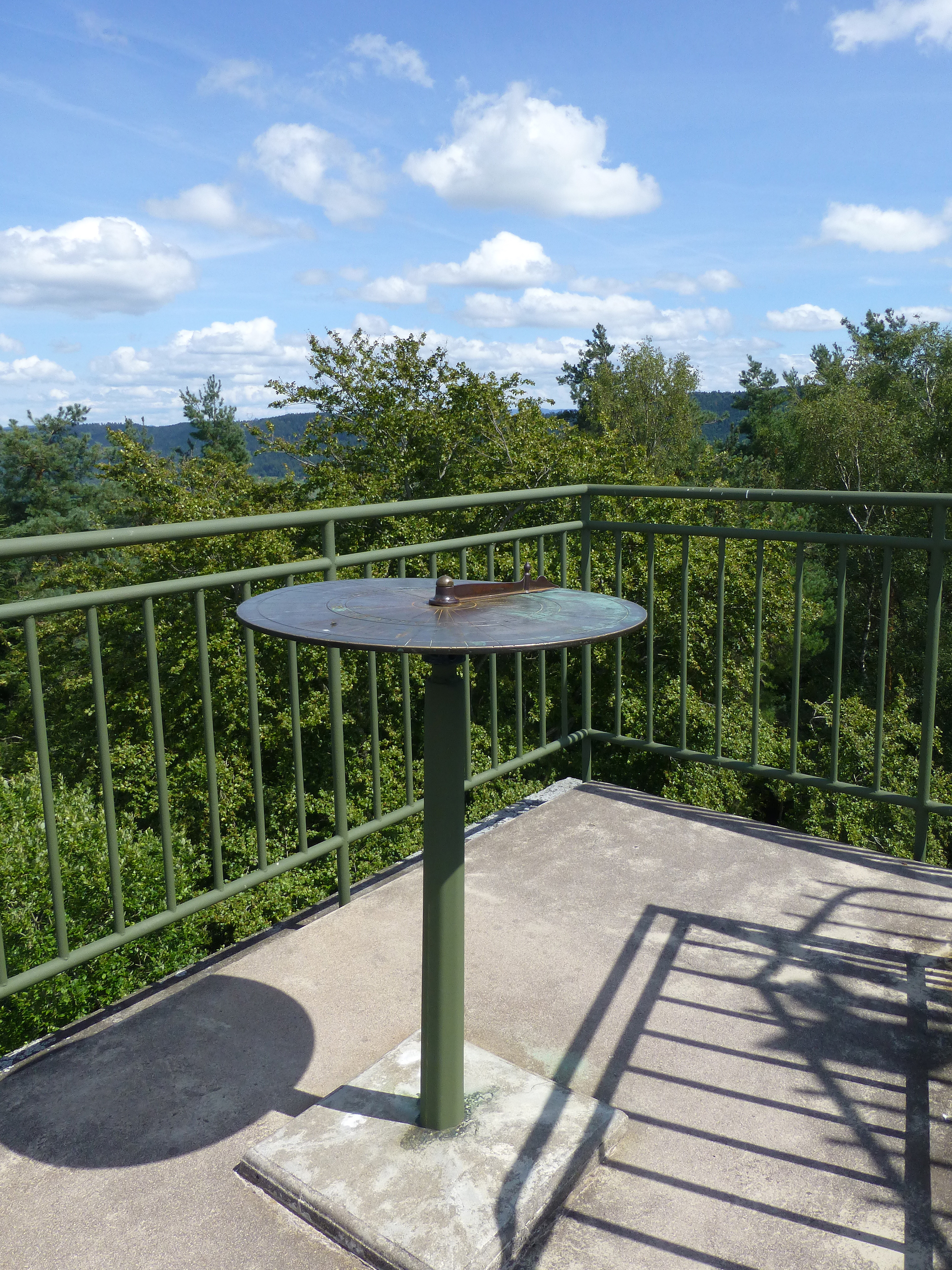
Table d'orientation.
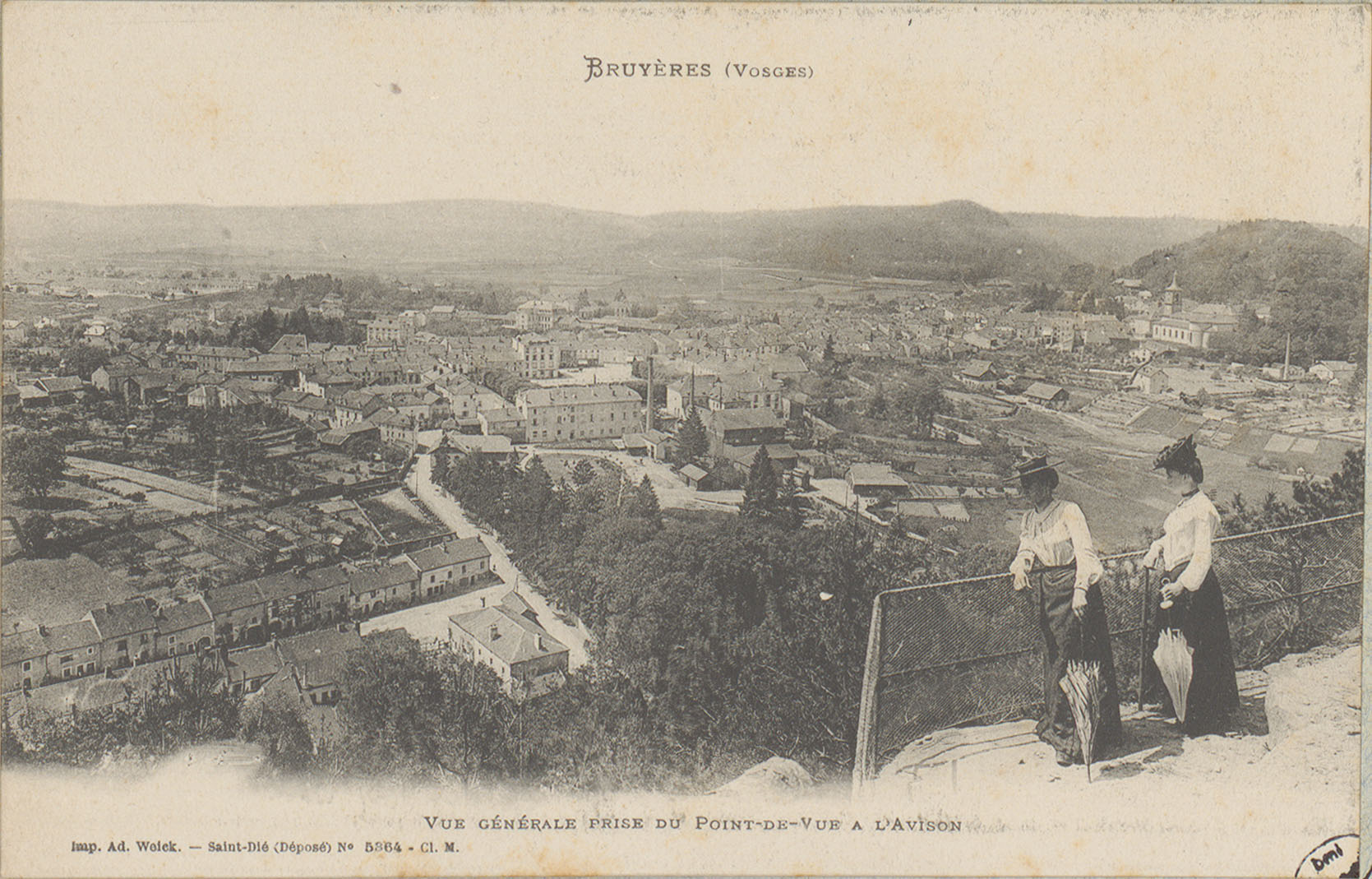
Panorama historique (carte postale Adolphe Weick).
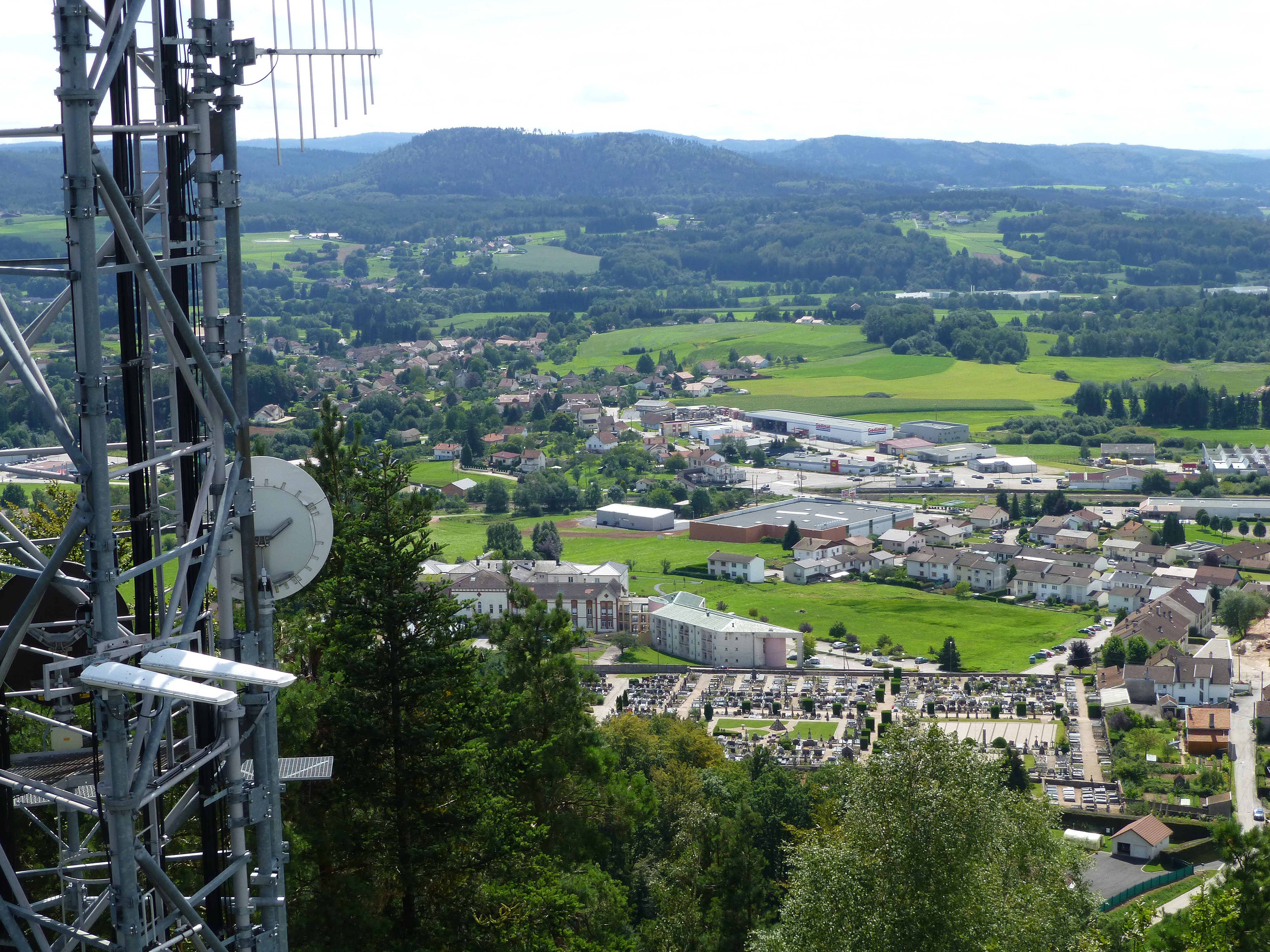
Panorama en 2014.